# Dialetto turingio
Il dialetto turingio è un dialetto appartenente al ceppo del tedesco centro-orientale, parlato nella Germania centro-orientale, in particolare nel Land della Turingia, a nord della cresta Rennsteig, nel sud-ovest della Sassonia-Anhalt e nei territori adiacenti dell'Assia e della Baviera.
È vicino all'alto sassone parlato principalmente nello in Sassonia, quindi entrambe le lingue sono considerate parte del continuum dialettale turingio-alto sassone. I dialetti della Turingia sono tra i dialetti della Germania centrale con il maggior numero di parlanti.

## Storia
Il turingio emerse durante la migrazione medievale tedesca, detta e Ostsiedlung svoltasi dal 1100 circa, quando i coloni della Franconia, della Baviera, della Sassonia e delle Fiandre si stabilirono nelle aree a est del fiume Saale precedentemente abitate dagli slavi polabi.

## Caratteristiche
Il dialetto turingio è caratterizzato da un arrotondamento delle vocali, l'indebolimento delle consonanti del tedesco standard (la lenizione delle consonanti "p", "t" e "k"), una marcata differenza nella pronuncia della "g" sonora (che è più comune nelle zone della Turingia settentrionale e delle aree della Sassonia-Anhalt) e un'intonazione melodica altamente idiosincratica delle frasi. Il secondo spostamento consonantico tedesco si manifesta in un modo diverso rispetto a quello tipico delle aree che parlano l'alto tedesco. Ad esempio, in molte parole la "b" è pronunciata come "w" o "f", come nel caso della parola "aber" (ma) è pronunciata come "awer".

## Classificazione

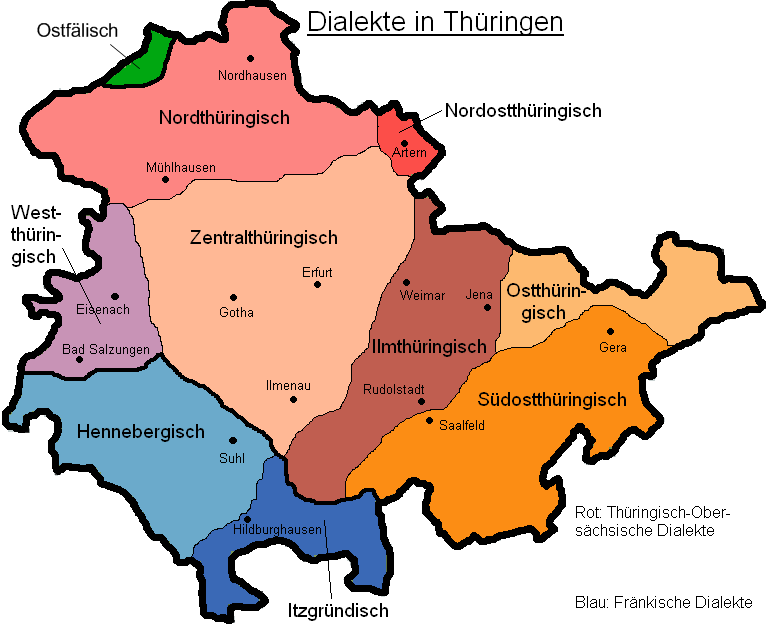
Dialetti parlati in Turingia: in rosso i sette sottogruppi del dialetto turingio; in blu due dialetti della lingua francone orientale; in verde una piccola zona in cui si parla il dialetto ostfalico.

I sottogruppi del dialetto turingio secondo la dialettologia tedesca sono:
- Turingio occidentale, parlato intorno a Bad Salzungen ed Eisenach, con transizioni nell'area dialettale dell'Assia della Franconia (Henneberg)
- Turingio orientale, parlato intorno a Eisenberg e Altenburg, nonché nell'area adiacente di Naumburg, Weissenfels e Zeitz in Sassonia-Anhalt
- Turingia nord-orientale, parlata intorno ad Artern e nelle aree adiacenti di Querfurt, Halle e Merseburg della Sassonia-Anhalt, che include al suo interno il dialetto di Mansfeld
- Turingia sud-orientale intorno a Schleiz, Greiz, Saalfeld e Gera, nonché intorno a Ludwigsstadt nella vicina Baviera.
- Turingio settentrionale, parlato intorno a Mühlhausen e Nordhausen, che include al suo interno il dialetto di Eichsfeld
- Turingio centrale, parlato nella capitale della Turingia Erfurt, Gotha e Ilmenau
- Turingio dell'Ilm Turingia, intorno a Rudolstadt, Jena e Weimar